# Leng Chunhui
Leng Chunhui (en chino: 冷春慧; 3 de julio de 1972) es una deportista china que compitió en judo.
Ganó una medalla de oro en el Campeonato Mundial de Judo de 1993, y una medalla de plata en el Campeonato Asiático de Judo de 1991. En los Juegos Asiáticos de 1994 consiguió una medalla de plata.

## Palmarés internacional
| Campeonato Mundial  | Campeonato Mundial | Campeonato Mundial | Campeonato Mundial |
| Año                 | Lugar              | Medalla            | Categoría          |
| ------------------- | ------------------ | ------------------ | ------------------ |
| 1993                | Hamilton (Canadá)  | Medalla de oro     | –72 kg             |
| Juegos Asiáticos    |                    |                    |                    |
| Año                 | Lugar              | Medalla            | Categoría          |
| 1994                | Hiroshima (Japón)  | Medalla de plata   | –72 kg             |
| Campeonato Asiático |                    |                    |                    |
| Año                 | Lugar              | Medalla            | Categoría          |
| 1991                | Osaka (Japón)      | Medalla de plata   | –72 kg             |